# Volo Ethiopian Airlines 302
Il volo Ethiopian Airlines 302 è stato un volo di linea passeggeri internazionale dall'aeroporto Internazionale Addis Abeba-Bole di Addis Abeba, in Etiopia, verso l'aeroporto Internazionale Jomo Kenyatta di Nairobi, in Kenya. Il velivolo che lo operava, un Boeing 737 MAX 8, è precipitato il 10 marzo 2019 e tutti i presenti a bordo, 157 tra passeggeri e membri dell'equipaggio, sono morti.
Si è trattato del secondo incidente in meno di 6 mesi a coinvolgere un Boeing 737 MAX, dopo quello del volo Lion Air 610 precipitato poco dopo il decollo da Giacarta, in Indonesia, nell'ottobre 2018.
Il disastro del volo Ethiopian Airlines 302 è il più grave nella storia della compagnia aerea etiope, superando il dirottamento e il successivo inabissamento del volo Ethiopian Airlines 961 al largo delle Comore nel 1996.

## L'aereo
Il velivolo coinvolto era un Boeing 737 MAX 8 registrato ET-AVJ, c/n 62450, msn 7243. Al momento dell'incidente, aveva quattro mesi: era stato fabbricato nell'ottobre 2018 e consegnato alla compagnia il 15 novembre dello stesso anno.
Il Boeing 737 MAX 8, di cui i primi esemplari sono entrati in servizio nel 2017, era già stato coinvolto in un incidente mortale: il volo Lion Air 610 in Indonesia nell'ottobre 2018. A gennaio 2019, Boeing aveva prodotto 350 velivoli di questo progetto. Il 737 MAX 8 è decollato per la prima volta il 29 gennaio 2016, diventando uno degli aerei più innovativi della gamma Boeing ed il primo modello della nuova generazione di Boeing 737. A seguito dei due incidenti, caratterizzati da dinamiche molto simili, il Boeing 737 MAX è stato interdetto al volo in tutto il mondo. I voli sono poi ripresi a inizio 2021 nella maggior parte dei paesi.

## Passeggeri ed equipaggio
Tutte le 157 persone provenienti da 33 paesi, compresi 8 passeggeri italiani, sono decedute nell'incidente. Tra le vittime c'erano l'archeologo e assessore al patrimonio culturale siciliano Sebastiano Tusa, il capo del protocollo del Primo Ministro della Somalia Abdishakur Shahad, e Christine Alalo, in qualità di commissario della polizia AMISOM. Un cittadino greco, Antonis Mavropoulos, titolare della ONG Wasteless Future, avrebbe dovuto imbarcarsi sul volo, ma, a causa del ritardo nella consegna del proprio bagaglio, è stato costretto a prendere il volo successivo.
Il comandante era Yared Getachew, 29 anni, che al momento dell'incidente era il comandante più giovane della Ethiopian Airlines. Getachew lavorava per la compagnia da quasi nove anni e aveva eseguito un totale di 8122 ore di volo, di cui 1417 su Boeing 737. Era diventato comandante di Boeing 737-800 da novembre 2017 e di Boeing 737 MAX da luglio 2018. Il primo ufficiale era Ahmed Nur Mohammod Nur, 25 anni, neolaureato dell'Accademia della compagnia aerea; aveva 361 ore di volo, di cui 207 su Boeing 737.
Le nazionalità dei passeggeri presenti a bordo sono elencate di seguito:
| Nazionalità    | Numero vittime |
| -------------- | -------------- |
| Kenya          | 23             |
| Canada         | 18             |
| Etiopia        | 9              |
| Italia         | 8              |
| Stati Uniti    | 8              |
| Cina           | 7              |
| Francia        | 7              |
| Regno Unito    | 7              |
| Egitto         | 6              |
| Germania       | 5              |
| India          | 4              |
| Slovacchia     | 4              |
| Austria        | 3              |
| Ghana          | 3              |
| Russia         | 3              |
| Svezia         | 3              |
| Svizzera       | 3              |
| Marocco        | 2              |
| Israele        | 2              |
| Polonia        | 2              |
| Spagna         | 2              |
| Arabia Saudita | 1              |
| Belgio         | 1              |
| Gibuti         | 1              |
| Hong Kong      | 1              |
| Indonesia      | 1              |
| Irlanda        | 1              |
| Giappone       | 1              |
| Mozambico      | 1              |
| Nepal          | 1              |
| Nigeria        | 1              |
| Norvegia       | 1              |
| Ruanda         | 1              |
| Serbia         | 1              |
| Somalia        | 1              |
| Sudan          | 1              |
| Togo           | 1              |
| Turchia        | 1              |
| Uganda         | 1              |
| Vietnam        | 1              |
| Yemen          | 1              |
| Totale         | 149            |

## L'incidente
Il volo 302 decollò dalla capitale etiope alle 08:38 ora locale (05:38 UTC) con 149 passeggeri e 8 membri dell'equipaggio a bordo. Un minuto dopo, il primo ufficiale, seguendo le istruzioni del comandante, riferì alla torre di controllo di avere "problemi di controllo". Due minuti dopo la partenza, si attivò il sistema MCAS dell'aereo, che lo portò in una picchiata verso il suolo. I piloti lottarono per riprendere il controllo e riuscirono a impedire al muso del 737 di abbassarsi ulteriormente, ma il velivolo continuava a perdere quota. Il MCAS si riattivò, portando l'aereo ancora più in basso. I piloti azionarono quindi una coppia di interruttori allo scopo di disattivare i motori elettrici del trim, disabilitando anche il software del MCAS. Tuttavia, spegnendo il trim elettrico, venne persa la capacità di posizionare lo stabilizzatore in una posizione neutra utilizzando l'interruttore. L'unico modo per fare ciò era girare una "ruota" manualmente, ma, poiché lo stabilizzatore è situato di fronte all'equilibratore, forti forze aerodinamiche stavano spingendo su di esso, aggravate anche dal fatto che i piloti avevano inavvertitamente lasciato i motori alla massima potenza, quella di decollo, quindi non si riuscì a riportare lo stabilizzatore in posizione neutra. A tre minuti dalla partenza, con l'aereo che continuava a perdere quota e ad accelerare oltre i limiti consentiti, il comandante incaricò il primo ufficiale di chiedere l'autorizzazione al controllore del traffico aereo di tornare all'aeroporto. L'autorizzazione venne concessa e i controllori del traffico aereo dirottarono altri voli in avvicinamento. Seguendo le istruzioni riportate, i piloti virarono verso est, rollando a destra. L'ala destra si abbassò mentre la virata si inaspriva. Alle 08:43, dopo aver lottato per impedire al muso dell'aereo di abbassarsi ulteriormente tirando a sé la barra di comando, il comandante chiese al primo ufficiale di aiutarlo e riaccese il sistema elettrico del trim, nella speranza che gli permettesse di mettere lo stabilizzatore in assetto neutro. Tuttavia, riaccendendo tale dispositivo, riattivò anche il MCAS, che spinse di nuovo il muso del jet verso il basso. Il comandante e il primo ufficiale tentarono di alzarlo, inutilmente, tirando manualmente le cloche.
L'aereo scomparve dagli schermi radar e si schiantò alle 08:44 circa, sei minuti dopo il decollo. I dati di tracciamento mostravano che l'altitudine e la velocità verticale del 737 MAX erano fluttuanti. Numerosi testimoni dichiararono che l'aereo "aveva fumo bianco dietro di sé" e "faceva strani rumori" prima di schiantarsi. Impattò al suolo a quasi 608 nodi (1 126 km/h), nessuno sopravvisse.
Lo schianto avvenne nel distretto di Gimbichu, nella regione di Oromia, in un campo agricolo vicino alla città di Biscioftù, 62 chilometri a Sud-Est dell'aeroporto internazionale di Bole. L'impatto creò un cratere largo circa 27 metri, lungo 120 e profondo fino a 9. I detriti erano sparsi nel campo, insieme a effetti personali e parti del corpo.
Poco dopo l'incidente, la polizia e un equipaggio antincendio di una vicina base aerea etiope si diressero al sito per spegnere gli incendi, divampati dopo lo schianto. Arrivarono anche il personale della Croce Rossa etiope e gli investigatori. Insieme agli abitanti dei villaggi locali setacciarono il relitto, recuperandone parti, effetti personali e resti umani. Camion ed escavatori arrivarono per aiutare a liberare il luogo dell'incidente. I resti umani trovati vennero messi in sacchi e portati all'aeroporto Internazionale di Bole per lo stoccaggio in unità di refrigerazione, tipicamente utilizzate per conservare le rose destinate all'esportazione, prima di essere portati all'ospedale St.Paul di Addis Abeba in attesa dell'identificazione. Personale dell'Interpol e di Blake Emergency Services, una società privata britannica per la risposta alle catastrofi che aveva un contratto con il governo etiope, arrivò per raccogliere tessuti umani per i test del DNA; arrivò anche una squadra di polizia forense israeliana per aiutare a identificare i resti delle due vittime israeliane. La società cinese di costruzioni ferroviarie CRSG, in seguito affiancata da un'altra società di costruzioni, la CCCC, portò molte attrezzature, tra cui escavatori e camion. Recuperarono entrambe le scatole nere l'11 marzo, la prima alle 9 del mattino e la seconda alle 13:00. Vennero consegnate a Ethiopian Airlines e inviate a Parigi per le analisi da parte della BEA, l'agenzia investigativa francese sugli incidenti aerei.

## Conseguenze
Il primo ministro etiope, Abiy Ahmed, ha espresso le sue condoglianze alle famiglie delle vittime. Tewolde Gebremariam, CEO di Ethiopian Airlines, ha visitato il sito dell'incidente confermando che non vi erano sopravvissuti, ed ha espresso le sue condoglianze. Anche Boeing ha rilasciato una dichiarazione di condoglianze.
Il parlamento etiope ha dichiarato l'11 marzo come giorno di lutto nazionale. Durante l'apertura della quarta Assemblea delle Nazioni Unite per l'ambiente a Nairobi, è stato osservato un minuto di silenzio in segno di lutto. Il presidente nigeriano Muhammadu Buhari, nel suo messaggio a nome del governo e del popolo della Nigeria, ha espresso le sue sincere condoglianze al Primo Ministro etiope, al popolo dell'Etiopia, al Kenya, al Canada, alla Cina e a tutte le altre nazioni che hanno perso propri cittadini nello schianto.
L'11 marzo, la FAA ha dichiarato che il modello Boeing 737 MAX 8 era aeronavigabile. Tuttavia, a causa delle preoccupazioni sulla sua operatività, la FAA ha ordinato a Boeing di attuare modifiche di progettazione, con effetto da aprile. Ha dichiarato che Boeing "prevedeva di aggiornare i requisiti di addestramento e i manuali per gli equipaggi in risposta alle modifiche progettuali al sistema di incremento delle caratteristiche di manovra (MCAS)". Le modifiche includeranno anche miglioramenti riguardo l'attivazione del MCAS e il segnale proveniente dal sensore dell'angolo di incidenza. Boeing ha dichiarato che l'aggiornamento era stato sviluppato in risposta all'incidente di Lion Air, non collegandolo all'incidente di Ethiopian Airlines.
Il 19 marzo, il segretario dei trasporti degli Stati Uniti, Elaine L. Chao, ha inviato una nota all'ispettore generale degli Stati Uniti chiedendogli di "procedere con un le verifiche per compilare la storia fattuale delle attività che hanno portato alla certificazione del Boeing 737-MAX 8".
Flight International ha commentato che l'incidente avrebbe probabilmente aumentato il disagio verso i Boeing 737 MAX, a causa del fatto che era avvenuto poco dopo lo schianto del volo Lion Air 610, anch'esso verificatosi poco dopo il decollo e senza sopravvissuti. Le azioni di Boeing sono diminuite dell'11% nel fine settimana, e dal 23 marzo ha perso più di 40 miliardi di dollari americani di valore di mercato, scendendo del 14%.

### La messa a terra
A seguito dell'incidente di Ethiopian Airlines e quello di Lion Air, avvenuto cinque mesi prima, la maggior parte delle compagnie aeree e dei paesi di tutto il mondo ha messo a terra i Boeing 737 MAX per motivi di sicurezza. Ethiopian ha messo a terra i restanti quattro MAX 8 dopo l'incidente, seguita da altri operatori. Le autorità aeronautiche hanno inoltre messo a terra tutti i 737 MAX sotto la loro giurisdizione, compresi i voli in transito; la prima fu l'amministrazione dell'aviazione civile cinese l'11 marzo 2019. Tra l'11 e il 13 marzo, la maggior parte delle autorità aeronautiche di tutto il mondo ha messo a terra tale tipo di velivolo. Inizialmente, la Federal Aviation Administration (FAA) degli Stati Uniti ha rifiutato di mettere a terra i 737 MAX sotto la sua giurisdizione; solo il 13 marzo ha emesso un ordine di messa a terra di emergenza, citando nuove prove dalle indagini sugli incidenti.

## Le indagini

Il MAX, come la maggior parte degli aerei di linea moderni, utilizza uno stabilizzatore regolabile, mosso da una vite, per fornire le forze di assetto richieste.

L'Autorità etiope per l'aviazione civile è incaricata di indagare sugli incidenti dell'aviazione civile in Etiopia. La Boeing ha dichiarato di essere pronta a lavorare con il National Transportation Safety Board e ad assistere Ethiopian Airlines. Anche la Federal Aviation Administration ha assistito nelle indagini.

### Rapporto preliminare
Il 4 aprile 2019 l'autorità aeronautica etiope ha pubblicato il rapporto preliminare sull'incidente. Sulla base delle informazioni recuperate durante la prima fase delle indagini (tra cui i dati ricavati dalla lettura delle scatole nere), è emerso che poco dopo il decollo il sensore sinistro dell'indicatore dell'angolo di incidenza ha iniziato a fornire dati di assetto incongruenti, attivando un avvisatore di stallo (stick shaker) sui comandi del pilota seduto a sinistra rimanendo acceso fino alla fine del volo. Dopo la disconnessione dell'autopilota, per quattro volte e senza intervento del pilota, è stato impostato dal sistema di controllo di volo un movimento a picchiare che è risultato nell'attivazione, per tre volte, del motore del trim dello stabilizzatore. I dati del registratore di volo hanno mostrato che l'equipaggio ha tentato di contrastare queste manovre automatiche agendo (con un comando a cabrare) sugli interruttori elettrici del trim posti sul volantino senza riuscire ad annullare completamente l'azione del sistema di controllo. Seguendo le indicazioni previste dal costruttore, l'equipaggio ha disconnesso elettricamente il motore del trim dello stabilizzatore ed ha provato a riportarlo nella corretta posizione con il trim manuale senza riuscirci, probabilmente a causa delle notevoli forze aerodinamiche generatesi a quelle velocità e in quell'assetto.

### Interim report
Il 9 marzo 2020, NTSB, BEA e ICAO hanno pubblicato un rapporto intermedio.
Le scoperte, elencate nella sezione 3.0 del rapporto, sono:
1. l'aereo aveva un certificato di aeronavigabilità valido, mantenuto conforme ai regolamenti e alle procedure applicabili;
2. prima della partenza non erano stati segnalati problemi tecnici;
3. il peso e il centro di gravità si trovavano entro i limiti operazionali;
4. il decollo, l'inizio della salita e i primi rilevamenti dai sensori AOA sono stati normali. Durante la corsa di decollo, i motori erano stabilizzati al 94% N1. Da questo punto e per la maggior parte del volo, la loro potenza è rimasta impostata al 94%;
5. poco dopo, durante la salita, i due sensori AOA hanno cominciato a mostrare valori differenti. Il sensore sinistro mostrava un valore errato di 74,5°, mentre quello destro 15,3°. La differenza tra i due sensori risultava essere di 59°, ed è rimasta così fino alla fine delle registrazioni;
6. appena dopo che il sensore AOA sinistro ha cominciato a mostrare valori errati, si è attivato lo stick shaker di sinistra ed è rimasto attivo fino alla fine delle registrazioni. Le barre di beccheggio del flight director (F/D) sono scomparse da entrambi i primary flight displays (PFD). Dopo aver superato i 400 piedi (120 m), sono riapparse;
7. immediatamente dopo il malfunzionamento del sensore AOA sinistro, i valori errati hanno condizionato le indicazioni di beccheggio dei computer del comandante, e le barre di beccheggio dei flight director di destra e di sinistra mostravano informazioni differenti;
8. approssimativamente cinque secondi dopo i comandi manuali di trim up, un terzo comando automatico di "nose down" (muso in giù) è stato dato dal MCAS. Lo stabilizzatore dell'aereo non si è mosso, in quanto gli interruttori dei trim erano in posizione di cutout (disattivati);
9. l'allarme di overspeed (velocità troppo elevata) di destra si è attivato ed è rimasto attivo fino alla fine delle registrazioni. Le indicazioni di velocità di destra variavano tra 360 nodi (670 km/h) e 375 nodi (694 km/h), quelle di sinistra tra 335 nodi (620 km/h) e 350 nodi (650 km/h);
10. approssimativamente cinque secondi dopo l'ultimo input elettrico manuale al trim, un quarto comando automatico di "nose down" (muso in giù) è stato dato dal MCAS. Lo stabilizzatore si è spostato da 2,3 a 1 unità. La velocità verticale è diminuita fino a diventare negativa 3 secondi dopo l'attivazione del MCAS;
11. l'addestramento sulle differenze tra i 737 NG e i 737 MAX fornito dal costruttore è stato rilevato essere inadeguato;
12. il messaggio di AOA DISAGREE non è apparso sugli schermi dell'aereo coinvolto nell'incidente, come descritto dal manuale per l'equipaggio;
13. la funzionalità dell'ADIRU di rilevamento guasti dell'AOA non ha individuato i dati provenienti dal sensore AOA sinistro come errati, in quanto considerati tali solo quando fuori da un range fisicamente accettabile. Quindi, nessun messaggio SPD o ALT è apparso sui PFD;
14. il design del MCAS, basato su rilevamenti da un solo sensore AOA, lo ha reso vulnerabile ad attivazioni indesiderate;
15. questi specifici scenari di malfunzionamenti che hanno portato a un'attivazione indesiderata del MCAS, come valori errati provenienti dal sensore AOA, non sono stati simulati durante la valutazione dei pericoli funzionali. Di conseguenza, altri effetti nella cabina di pilotaggio (come gli allarmi di IAS DISAGREE e ALT disagree, e l'attivazione dello stick shaker) risultanti dallo stesso malfunzionamento (come un guasto al sensore AOA) non sono stati simulati e documentati.

Nella sezione 4 vengono fatte alcune raccomandazioni di sicurezza:
1. il progetto del MCAS dovrebbe prendere in considerazione i dati provenienti da entrambi i sensori AOA, o da un altro sensore indipendente, allo scopo di creare ridondanza;
2. il regolatore deve confermare che tutte le probabili cause di guasto sono state prese in considerazione durante la valutazione dei pericoli funzionali;
3. il costruttore deve assicurare che la velocità operativa minima calcolata dal SMYD sia compresa all'interno di un range logico. Dovrebbe esserci anche una logica per convalidare il calcolo;
4. l'addestramento dovrebbe includere sessioni al simulatore per familiarizzare con il MCAS e i suoi malfunzionamenti. L'addestramento al simulatore dovrebbe essere in grado di simulare malfunzionamenti al sensore AOA;
5. il costruttore dovrebbe confermare che l'allarme di AOA DISAGREE sia funzionante, anche se il sensore AOA opzionale non è installato.

### Final report
Nella relazione finale viene riportata come causa dell'incidente:
(The Federal Democratic Republic of Ethiopia Ministry of Transport and Logistics, Final Report Ethiopian Flight 302)
Gli investigatori inoltre hanno ricostruito gli eventi che hanno portato alla progettazione e certificazione di un aereo dal design difettoso:
- la Boeing ha progettato un aereo con un sistema (il MCAS) al quale non sono state applicate le opportune ridondanze;
- il fatto che il MCAS non abbia le opportune ridondanze e si basi su un singolo sensore dell'angolo di incidenza (AOA) fa sì che il sistema sia facilmente ingannabile e risponda in modo accidentale ed errato;
- l'avviso visivo di "AOA DISAGREE", che indica ai piloti che i sensori dell'angolo di incidenza misurano valori diversi, non funziona su circa l'80% dei Boeing 737 MAX finora prodotti;
- la Boeing, pur sapendo di questo difetto dell'avviso di "AOA DISAGREE", non ha comunicato nulla alla FAA, ai clienti, alle compagnie con questo tipo di aereo in flotta e ai piloti, continuando la produzione senza modificare il progetto;
- almeno un ingegnere, rimasto inascoltato dall'azienda, aveva riportato preoccupazioni riguardo al MCAS e alle sue attivazioni accidentali;
- la Boeing ha cancellato dal manuale dell'aereo per i piloti (FCOM) qualsiasi riferimento al MCAS e non ha riportato le opportune azioni da compiere in caso di attivazione accidentale - proprio per questo molti dei piloti non sapevano nemmeno dell'esistenza di tale sistema.

### Cambiamento culturale
In una relazione pubblicata il 16 settembre 2020, è presente la seguente affermazione:
sia la Boeing che la FAA condividono la responsabilità per lo sviluppo e la certificazione di un velivolo non sicuro. Entrambi devono imparare lezioni fondamentali da questi tragici incidenti [questo incidente e quello del volo Lion Air 610] per migliorare il processo di certificazione e la FAA deve amplificare e migliorare notevolmente la sua supervisione su Boeing. Mentre i cambiamenti che la FAA e la Boeing hanno proposto saranno l'inizio di un lungo processo, cambiare le questioni culturali che hanno portato a un ambiente che ha permesso a Boeing di costruire e FAA di certificare un velivolo tecnologicamente difettoso richiederà molto più tempo.»
La relazione riporta inoltre:
Nonostante ciò, anche Ethiopian Airlines ha colpe in questo incidente, riportano i documenti dell'indagine. In particolare, alla compagnia etiope viene data la responsabilità per una manutenzione scarsa e inadeguata, che ha portato al montaggio sull'aereo coinvolto nell'incidente di un sensore dell'angolo di incidenza difettoso. Inoltre, Ethiopian Airlines viene accusata di uno scarso addestramento dei piloti: il primo ufficiale ai comandi del volo 302 non aveva mai effettuato una sessione al simulatore di Boeing 737 MAX, nonostante la compagnia etiope fosse stata una delle prime a riceverlo per le esercitazioni.

## Reazione alle indagini

### Dichiarazioni delle parti
Ethiopian Airlines ha dichiarato che il MCAS era "al meglio delle nostre conoscenze" attivo quando l'aereo si è schiantato. Secondo il ministro dei trasporti etiope Dagmawit Moges, l'equipaggio "ha eseguito ripetutamente tutte le procedure fornite dal costruttore ma non è stato in grado di controllare l'aeromobile". Bjorn Fehrm di Leeham News ha dichiarato che il rapporto preliminare conferma che "l'equipaggio ha seguito le procedure prescritte dalla FAA e dalla direttiva sulla aeronavigabilità 2018-23-51", rilasciata poco dopo l'incidente della Lion Air.
Il CEO di Boeing, Dennis Muilenburg, ha dichiarato il 29 aprile che "se si segue la lista di controllo [...] questa richiama azioni che dovrebbero essere intraprese a riguardo del pitch dell'aereo. Questa ha anche riferimenti riguardanti i cutout switches (interruttori di spegnimento), che dopo un'attivazione [dello stabilizzatore] non indotto dal pilota, dovresti premere. E, in alcuni casi, tali procedure non sono state completamente seguite".
Un picco nei dati di volo ha portato a speculazioni su un uccello o altri detriti che potrebbero aver colpito l'aereo mentre stava decollando, tagliando via il sensore del flusso d'aria. Queste speculazioni furono respinte da Ethiopian Airlines e l'investigatore capo Amdye Ayalew Fanta dichiarò che non vi era alcuna indicazione di tale danno.
Il 25 aprile, The Aviation Herald ha presentato 25 domande che sono sorte in seguito all'incidente al Flight Standardization Board (FSB) della FAA in merito alla loro bozza per la certificazione del Boeing 737 MAX. In precedenza, ha dichiarato che una copia della versione della sezione 2.6 del Manuale delle operazioni di volo, "Irregolarità operative", in uso da Ethiopian Airlines al momento dello schianto, era datata 1 novembre 2017 e non includeva materiale del Bollettino dell'operatore pubblicato di Boeing il 6 novembre 2018.

### Le analisi degli esperti
Sulla base del rapporto preliminare, The Aviation Herald giunge alla conclusione: "Nessuno dei tre equipaggi" (JT-43, JT-610, ET-302) sarebbe stato costretto a reagire sotto la pressione del tempo al fine di prevenire un incidente, [...] senza i malfunzionamenti tecnici [dei sensori dell'angolo di incidenza] e gli input di picchiata".
Secondo il giornale di aviazione Air Current e The Seattle Times, il rapporto preliminare indica che i piloti hanno inizialmente seguito la procedura di runaway stabilizer, ma lo sforzo non ha avuto successo. Piloti hanno dimostrato nel simulatore che le ruote del trim, poste vicino alle manette dei motori, non possono essere mosse in condizioni di disassetto combinate con una velocità elevata. Mentre i piloti del volo 302 tiravano la barra di comando per sollevare il muso, le forze aerodinamiche sull'equilibratore della coda avrebbero creato una forza opposta sulla vite di assetto dello stabilizzatore che avrebbe impedito ai piloti di muovere a mano la ruota di assetto.
La risoluzione di questo problema di assetto inceppato non fa parte dell'attuale manuale del Boeing 737 secondo The Air Current. Il Seattle Times ha riferito che i piloti dei 737-200 furono addestrati per questo tipo di guasto, ma i modelli successivi divennero così affidabili che questa procedura non era più necessaria.
Gli esperti teorizzano che la difficoltà di trimmare ha reso necessario per l'equipaggio riattivare il trim elettrico, per provare a usarlo nel tentativo di correggere la configurazione di out-of-trim. Secondo Bjorn Fehrm (Leeham News) e Peter Lemme in quel momento l'aereo stava volando a 375 nodi (694 km/h) e il MCAS non è mai stato progettato per trimmare a queste combinazioni di velocità/altitudine.

### Le analisi dei piloti
John Cox, precedentemente pilota su Boeing 737 e rappresentante sindacale per la sicurezza dei piloti, e Chesley Sullenberger, che ammarò con successo il volo US Airways 1549 nel fiume Hudson, hanno partecipato a repliche del volo 302 in un simulatore. Cox ha descritto l'inizio rapido di eventi imprevisti come "...terreno fertile per la confusione e la saturazione dei compiti". Sullenberger ha commentato che "pur sapendo cosa sarebbe successo, ho potuto vedere come l'equipaggio è rimasto senza tempo e altitudine prima di poter risolvere i problemi." Mentre difendeva le azioni dei piloti, Sullenberger è stato anche molto critico nei confronti della compagnia che ha permesso a un pilota con solo 200 ore di esperienza di volo di diventare primo ufficiale.